# Ona (Ouda)
Pour les articles homonymes, voir Ona.
 (mars 2015).
L'Ona (en russe : Она) est une rivière de Russie qui coule en république autonome de Bouriatie en Sibérie orientale. C'est un affluent de l'Ouda en rive droite, donc un sous-affluent de l'Ienisseï par l'Ouda, la Selenga, le lac Baïkal puis l'Angara.

## Géographie
Le bassin versant de l'Ona a une superficie de 3 850 km2 (surface de taille comparable à celles des départements français de Vaucluse ou du Haut-Rhin, ou encore de taille équivalente à celle de la province de Hainaut en Belgique). Son débit moyen à l'embouchure est de 9,0 m3/s.
La rivière naît à l'est du lac Baïkal, sur le versant sud-est du massif montagneux des monts Ikat ou monts Ikatskiï (Ikatskiï Khrebet) qui culminent à 2 573 m. La source se trouve non loin (à l'ouest) de celle du Vitim, et un peu au sud de celle de la Tourka. Après sa naissance, elle coule globalement en direction du sud-ouest, plus ou moins parallèlement, mais plus à l'est, au cours de la Kourba, autre affluent de droite de l'Ouda. Après un parcours de plus ou moins 160 kilomètres, l'Ona se jette dans l'Ouda en rive droite au niveau de la localité de Khorinsk.
Dans son parcours, l'Ona ne traverse pas de centres urbains importants.
L'Ona est habituellement prise par les glaces depuis la deuxième quinzaine d'octobre ou la première quinzaine de novembre, jusqu'à la fin du mois d'avril ou au début du mois de mai.
La rivière présente des crues annuelles en été, de mai à septembre. La période d'étiage se déroule en hiver.

## Hydrométrie - Les débits mensuels à Oninskaïa
L'Ona est un cours d'eau très irrégulier. Son débit a été observé pendant 44 ans (entre 1943 et 1987) à Oninskaïa, localité située à 20 kilomètres du confluent avec l'Ouda.
Le débit inter annuel moyen ou module observé à Oninskaïa durant cette période était de 8,97 m3/s pour une surface drainée de 3 580 km2, soit la presque totalité du bassin versant de la rivière qui en fait 3 650.
La lame d'eau écoulée dans ce bassin versant se monte ainsi à 79 millimètres par an, ce qui peut être considéré comme médiocre et est dû à la faiblesse des précipitations observée sur le versant sud des monts Ikatskiï.
L'Ona est un cours d'eau de régime pluvial qui présente deux saisons.
Les hautes eaux se déroulent du printemps au début de l'automne, du mois de mai au mois d'octobre, avec un sommet en août-septembre qui traduit le maximum pluviométrique du bassin. Au mois d'octobre, le débit de la rivière baisse rapidement, puis s'effondre en novembre, ce qui constitue le début de la période des basses eaux. Celle-ci a lieu de novembre à avril inclus et correspond à l'hiver et aux puissantes gelées qui s'étendent sur toute la région.
Le débit moyen mensuel observé en mars (minimum d'étiage) est de 0,34 m3/s, soit à peine 2 % du débit moyen du mois d'août (21,4 m3/s), ce qui témoigne de l'énorme amplitude des variations saisonnières. Sur la durée d'observation de 44 ans, le débit mensuel minimal a été de 0,02 m3/s en mars 1984 (20 litres), tandis que le débit mensuel maximal s'élevait à 68,1 m3/s en septembre 1948.
En ce qui concerne la période libre de glaces (de mai à octobre inclus), les débits minimaux observés ont été de 4,21 m3/s en septembre 1958 - année de sécheresse dans la région - et de 4,22 m3/s en juillet 1943, niveau restant cependant assez confortable.

## Source
- (en) Arcticnet - L'Ona à Oninskaïa